# Chalia aphaenoides
Chalia aphaenoides är en insektsart som beskrevs av Walker 1858. Chalia aphaenoides ingår i släktet Chalia och familjen Eurybrachidae. Inga underarter finns listade i Catalogue of Life.